# Shock of the Hour
Shock of the Hour – debiutancki album rapera MC Rena, wydany w 1993.

## Lista utworów
| #  | Tytuł                      | Produkcja                                                   | Wykonanie                                                       |
| -- | -------------------------- | ----------------------------------------------------------- | --------------------------------------------------------------- |
| 1  | "11:55"                    | Tootie                                                      | Laywiy, MC Ren                                                  |
| 2  | "Same Old Shit"            | Tootie                                                      | Badd Newz, MC Ren                                               |
| 3  | "Fuck What Ya Heard"       | Dr. Jam                                                     | MC Ren                                                          |
| 4  | "All Bullshit Aside"       | Dr. Jam, Madness 4 Real                                     | MC Ren                                                          |
| 5  | "One False Move"           |                                                             | Da Konvicted Felon, Dollar Bill, Don Jaguar, MC Ren             |
| 6  | "You Wanna Fuck Her"       | Dr. Jam                                                     | MC Ren                                                          |
| 7  | "Mayday on the Front Line" | Dr. Jam                                                     | MC Ren                                                          |
| 8  | "Attack on Babylon"        | Rhythm D                                                    | MC Ren                                                          |
| 9  | "Do You Believe"           | Tootie                                                      | MC Ren                                                          |
| 10 | "Mr. Fuck Up"              | Tootie, Jermaine "Juvenile" Paterson (producent wykonawczy) | MC Ren, The Whole Click (Jermaine "Juvenile" Paterson & J-Rocc) |
| 11 | "Shock of the Hour"        | Tootie                                                      | Kam, Laywiy, MC Ren                                             |